# Paisatge amb figura
Paisatge amb figura és una pintura sobre taula feta per Francesc Torrescassana i Sallarés el segle xix i que es troba conservada actualment a la Biblioteca Museu Víctor Balaguer, amb el número de registre 242 d'ençà que va ingressar el 1884, donat pel mateix artista.

## Descripció
Representació, mitjançant el procediment de la perspectiva lineal, d'una part del curs d'un riu en les roques del qual hi ha asseguda una noia elegantment vestida. A la vora del riu hi ha una gran quantitat d'arbres i d'altres persones assegudes.

## Inscripció
Al quadre es pot llegir la inscripció "F. Torrescasana".